# Apamea toulechkoffi
Apamea toulechkoffi är en fjärilsart som beskrevs av Ahmet Ömer Koçak 1980. Apamea toulechkoffi ingår i släktet Apamea och familjen nattflyn. Inga underarter finns listade i Catalogue of Life.